# Phungia rufa (Pic, 1922)
Phungia rufa là một loài bọ cánh cứng trong họ Mordellidae. Loài này được Pic miêu tả khoa học năm 1922.